# Cumbre de Barranca Honda
Cumbre de Barranca Honda är en ort i Mexiko.   Den ligger i kommunen Ometepec och delstaten Guerrero, i den sydöstra delen av landet, 300 km söder om huvudstaden Mexico City. Cumbre de Barranca Honda ligger 320 meter över havet och antalet invånare är 1 219.
Terrängen runt Cumbre de Barranca Honda är kuperad. Runt Cumbre de Barranca Honda är det ganska tätbefolkat, med 116 invånare per kvadratkilometer. Närmaste större samhälle är Ometepec, 8,9 km sydväst om Cumbre de Barranca Honda. Omgivningarna runt Cumbre de Barranca Honda är en mosaik av jordbruksmark och naturlig växtlighet.